# Nyctanthes
- Commons
- Wikispecies

Nyctanthes L. é um género botânico da família das Oleáceas.
Ocorre principalmente na Ásia.

## Espécies
| - Nyctanthes aculeata - Nyctanthes acuminata - Nyctanthes angustifolia - Nyctanthes arbor - Nyctanthes arbor-tristis - Nyctanthes dentata - Nyctanthes elongata - Nyctanthes glauca - Nyctanthes goa - Nyctanthes grandiflora | - Nyctanthes hirsuta - Nyctanthes multiflora - Nyctanthes pubescens - Nyctanthes sambac - Nyctanthes scandens - Nyctanthes triflora - Nyctanthes tristis - Nyctanthes undulata - Nyctanthes viminea |

- «Lista completa»

## Classificação
| Sistema | Classificação                    | Referência               |
| ------- | -------------------------------- | ------------------------ |
| Lineu   | Classe Diandria, ordem Monogynia | Species plantarum (1753) |